# Seznam danskih rokometašev
Seznam danskih rokometašev.

## A
- Arne Andersen
- Keld Andersen
- Søren Andersen

## B
- Jacob Bagersted
- Michael Jørn Berg
- Lars Bock
- Lasse Boesen

## C
- Mads Christiansen
- Morten Stig Christensen
- Lars Roslyng Christiansen

## D
- Anders Dahl-Nielsen

## E
- Anders Eggert

## F
- Peter Michael Fenger
- Jørgen Frandsen
- Claus Jørgen From

## G
- Jørgen Gluver
- Iver Grunnet

## H
- Flemming Hansen
- Mikkel Hansen
- Hans Hattesen
- Carsten Haurum
- Jørgen Dupont Heidemann

## J
- Henrik Jacobsgaard
- Klaus Sletting Jensen
- Palle Jensen
- Søren Jensen
- Bjarne Jeppesen
- Mogens Jeppesen
- Bent Jørgensen
- Kay Jørgensen

## L
- Torsten Laen
- Niklas Landin Jacobsen
- Bent Larsen
- Flemming Lauritzen
- Svend Lund
- Tom Lund (rokometaš)

## M
- Thomas Mogensen
- Thor Munkager

## N
- Emil Nielsen
- Kasper Nielsen
- Keld Nielsen
- Vagn Nielsen
- Jesper Nøddesbo

## P
- Thomas Pazyj
- Erik Bue Pedersen
- Jesper Petersen
- Johnny Piechnik
- Poul Kjær Poulsen

## R
- Lene Rantala
- Erik Veje Rasmussen
- Sørenn Rasmussen
- Jens Roepstorff

## S
- Per Skaarup
- Kasper Søndergaard
- Karsten Sørensen
- Ole Nørskov Sørensen
- Poul Sørensen
- Bo Spellerberg
- Mikael Strøm
- Lasse Svan Hansen

## T
- Mette Tranborg

## V
- Jørgen Vodsgaard